# Casa casa mia
Casa casa mia è un singolo dei Dari del 2009.
La canzone è stata scritta sulla base di misonfattocasa, demo scritta nel 2005 dal cantante e chitarrista della band Dario Pirovano. Il videoclip è girato sul tettuccio di un camion ricoperto di oggetti casalinghi per suggerire la volubilità del concetto di "casa" durante l'adolescenza; il logo stesso dei dARI è appunto una casetta.

## Tracce
Testi di Dario Pirovano, Fabio Cuffari, musiche di Dario Pirovano, Domenico Capuano.
1. Casa casa mia – 3:35

## Formazione
- Dario "DaRi" Pirovano – voce, chitarra
- Fabio "Fab" Cuffari – basso, cori
- Andrea "Cadio" Cadioli – tastiere
- Daniel "Fasa" Fasano – batteria